# George Pearce
George Pearce, född 14 januari 1870, död 24 juni 1952, var en australisk politiker.
Pearce var med små avbrott ledare av senaten från 1901, ursprungligen som arbetarrepresentant, från 1916 som medlem av nationalistpartiet. Han var flera gånger minister, vice premiärminister 1926-29, nationalisternas ledare i senaten 1929-31 och från 1932 på nytt vice premiärminister i Joseph Lyons nationella samlingsregering januari-oktober 1932. Från november 1932 var Pearce försvarsminister i samma regering.